# 佐伯かよの
佐伯 かよの（さえき かよの、本名：新谷 佳代乃（しんたに かよの）、女性、1952年3月30日 - 2021年8月29日）は、日本の漫画家。山口県萩市出身。山口県立萩高等学校卒業。夫は『エリア88』等の作品で知られる漫画家の新谷かおる。新谷との娘に女優の新谷摩乃がいる。
代表作に『スマッシュ!メグ』、『口紅コンバット』、『燁姫（あきひ）』、『緋の稜線』など多数。

## 略歴
1972年にりぼん漫画賞佳作入選。同年、『りぼん春の増刊号』に掲載された「世界一幸福な男の話」でデビュー。
1973年に、同じく『りぼん』にて受賞歴のある新谷かおると結婚。
1980年、『少女コミック』で「スマッシュ!メグ」の連載を開始。
1983年、『プチセブン』で「口紅コンバット」の連載を開始。
1984年、『プチコミック』で「燁姫（あきひ）」の連載を開始。本作と「口紅コンバット」のヒットにより注目を集めるようになる。
1994年、「緋の稜線」で第23回日本漫画家協会賞優秀賞を受賞。
2021年8月29日に肺癌のため死去したことを、同年9月20日に夫である新谷が自身の公式サイトを通じて報告した。69歳没。

## 作風
『りぼん』（集英社）や『SFマンガ競作大全集』（東京三世社）に発表された作品には、SF色やサイコホラー色の強い作品も多いが、ラブコメディー作品や『スマッシュ!メグ』のような一種のスポ根作品も執筆するなど、多彩なジャンルで活躍してきた。その後、レディースコミック誌などで女性らしさやその美しさを性を絡めながらも猥褻でなく、文学的に仕上げた作品も執筆。話の筋は突飛な作品も多いが、歴史的要素やその時の流行を取り入れた作品なども多く見られる。
雑誌休刊・体調不良・育児等の理由により、出版社を変えながら連載が20年に及んだ作品（『星恋華（ほしれんげ）』（全12巻）、2006年に文庫版で再版（全6巻））があるほか、『Poison-プァゾン-』と『藏』のように未完の作品がある。

## 人物
夫婦で互いの作品を手伝うことも多く、作品のメカニックを夫の新谷が描き、逆に新谷作品中の一部キャラクターを佐伯が描くこともあった。また、自身の公式サイトと共に新谷の公式サイト「八十八夜」の管理も担当していた。
2007年からはwebコミックGENZO（幻冬舎、後に『コミックバーズ』へ移籍）にて新谷との夫婦コラボ作品「Quo Vadis（クオ・ヴァディス）」を連載していた。
その他に、ハーレクイン社から出版されている原作の漫画化も手がけていた。

## 作品リスト
- 紅いＧ線（原作：池田悦子）
- 地球最後の男の話（1972年、りぼん夏の増刊号、集英社）
- もしも…（1973年、りぼん4月増刊号）
- 午後5時1分前…!（1973年、りぼん10月増刊号）
- 割れたカップ（1974年、りぼん4月号）
- 迷路（1974年、りぼん9月号）
- ジムニィの箱（1974年、りぼん11月号）
- 炎の伝説（1975年、りぼんお正月増刊号）
- アリスの13時間（1977年、りぼん4月号）
- 黒い聖夜（1977年、りぼん12月号）
- 星にとどく島（1977年、りぼん）
- マーメイド・レポート（1977年、りぼん）
- マジカル・らぶ・ストーリー（1978年、りぼん）
- ハロー!マリアン（1978年 - 1979年、りぼん）
- 黄泉からの声（1980年、ポップティーン、角川書店）
- スマッシュ!メグ（1980年 - 1982年、少女コミック、小学館）
- 彩子 -サイコ-（1982年、プチコミック、小学館）
- 口紅コンバット（1983年 - 1984年、プチセブン、小学館）
- 紅いラプンツェル（1984年、ギャルコミ、主婦の友社）
- 燁姫（あきひ）（1984年 - 1991年、プチコミック）
- 星恋華（1985年 - 2004年、パレット〔主婦と生活社〕、ミッシィ〔宙出版〕）全12巻。文庫版全6巻。
- 熱帯椿-カトレア-（1985年、Eleganceイブ、秋田書店）
- 緋の稜線（1986年 - 1999年、Eleganceイブ）
- 漆黒の螺旋（1986年、mimi DX、講談社）
- POISON-プァゾン-（1991年 - 、プチコミック）
- 永遠の夜に向かって…（1999年 - 2002年　講談社）
- 藏（2001年 - 2002年6月号 、原作：宮尾登美子、Eleganceイブ）
- Quo Vadis（クオ・ヴァディス）（2007年 - 2017年、原作：新谷かおる、webコミックGENZO〜コミックバーズ、幻冬舎）
- イヴの純潔（2022年、原作：キム・ローレンス、ハーパーコリンズ・ジャパン[2]）

## 関連作品
- アオイホノオ - 島本和彦の自伝的漫画。佐伯が新谷とともに登場する。